# Husie
Husie was een stadsdeel (Zweeds: stadsdel) van de Zweedse gemeente Malmö. Het stadsdeel telde 20.769 inwoners (2013) en heeft een oppervlakte van 29,48 km². Husie bestaat voor de helft uit villa's, de andere helft bestaat uit appartementencomplexen. De meeste gebouwen zijn gebouwd in omstreeks 1960.
Op 1 juli 2013 werd het stadsdeel samengevoegd met Rosengård, hieruit ontstond het nieuwe stadsdeel Öster.

## Deelgebieden
Het stadsdeel bestond uit de volgende 14 deelgebieden (Zweeds: delområden):
- Almgården
- Elisedal
- Fortuna Hemgården
- Höja
- Jägersro
- Jägersro villastad
- Kvarnby
- Riseberga
- Stenkällan
- Södra Sallerup
- Toftanäs
- Videdal
- Virentofta
- Östra Skrävlinge